# Voorverkiezingen Les Républicains 2016
De Franse politieke partij Les Républicains' hield in november 2016 voorverkiezingen om een kandidaat aan te wijzen voor de presidentsverkiezingen van 2017. Het was de eerste keer dat Les Républicains  voorverkiezingen hielden voor aankomende presidentsverkiezingen.
De eerste ronde vond op 20 november 2016 plaats; de tweede ronde een week later, op 27 november 2016.

## Open voorverkiezingen
LR hield zogenaamde 'open' voorverkiezingen, wat inhield dat men geen partijlid hoefde te zijn om een stem uit te brengen, maar enkel hoefde in te stemmen met de basisprincipes van Les Républicains en twee euro te betalen.

## Deelnemende partijen
- Les Républicains (presenteerde 6 kandidaten)
- Parti chrétien-démocrate (presenteerde 1 kandidaat)
- Centre national des indépendants et paysans (presenteert geen enkele kandidaat)

## Deelnemende kandidaten
Aan de voorverkiezingen namen de volgende zeven kandidaten deel:
| Afbeelding | Persoon                    | Partij                   | Opmerking |
| ---------- | -------------------------- | ------------------------ | --- |
|            | Jean-François Copé         | Les Républicains         | - Aanhanger van het economisch liberalisme - Voormalig minister van Begrotingszaken (2005-2007) - Lid Nationale Vergadering voor Seine-et-Marne |
|            | François Fillon            | Les Républicains         | - Aanhanger van het economisch liberalisme - Liberaal conservatief - Anglofiel - Meerdere malen minister - Premier van Frankrijk (2007-2012) - Lid Nationale Vergadering voor Parijs |
|            | Alain Juppé                | Les Républicains         | - Gematigd politicus (centrist) - Liberaal conservatief - Meerdere malen minister, laatstelijk van Buitenlandse Zaken (2011-2012) - Wordt ook gesteund door verscheidene politici die niet behoren tot LR                                                                                    |
|            | Nathalie Kosciusko-Morizet | Les Républicains         | - Aanhanger economisch liberalisme - Groene politica - Liberaal conservatief - Oud-minister van Milieu (2010-2012) |
|            | Bruno Le Maire             | Les Républicains         | - Aanhanger economisch liberalisme - Relatief gematigd - Wordt ook gesteund door het politieke midden - Lid Nationale Vergadering voor l'Eure - Meerdere malen minister, laatstelijk van Landbouw (2009-2012)                                                                                |
|            | Jean-Frédéric Poisson      | Parti chrétien-démocrate | - Conservatief (in de klassieke zin) - Populistisch - Steunde Donald Trump tijdens diens campagne - Tegenstander van het grootkapitaal - Sluit samenwerking met het Front national niet uit - Is naast lid van de PCD ook lid van Les Républicains - Lid Nationale Vergadering voor Yvelines |
|            | Nicolas Sarkozy            | Les Républicains         | - Liberaal conservatief - Voerde een populistische campagne - Meerdere malen minister - Oud-president van Frankrijk (2007-2012) |

## Uitslag eerste ronde (20 november 2016)
| Afbeelding | Persoon                    | Stemmen   | Percentage |
| ---------- | -------------------------- | --------- | ---------- |
|            | François Fillon            | 1.804.804 | 44,1%      |
|            | Alain Juppé                | 1.167.291 | 28,5%      |
|            | Nicolas Sarkozy            | 843.475   | 20,6%      |
|            | Nathalie Kosciusko-Morizet | 104.355   | 2,6%       |
|            | Bruno Le Maire             | 97.462    | 2,4%       |
|            | Jean-Frédéric Poisson      | 59.492    | 1,5%       |
|            | Jean-François Copé         | 12.079    | 0,3%       |

Resultaten na de eerste ronde van de voorverkiezingen:
François Fillon
Alain Juppé
Nicolas Sarkozy

Resultaten na de tweede ronde van de voorverkiezingen:
François Fillon
Alain Juppé

De twee kandidaten met de meeste stemmen (Fillon en Juppé) plaatsten zich voor de tweede ronde. De uitslag was vooral een tegenvaller voor oud-president Nicolas Sarkozy, waarvan toch wel werd gedacht dat hij zich zou plaatsen voor de tweede ronde.
Van de kandidaten die tijdens de eerste ronde werden uitgeschakeld spraken Sarkozy, Le Maire en Poisson hun steun uit voor Fillon, terwijl Copé en Kosciusko-Morizet zich achter de kandidatuur van Juppé schaarden.

### Oud-presidenten en hun voorkeur
De oud-president Valéry Giscard d'Estaing steunde de kandidatuur van Fillon; hetzelfde gold voor Sarkozy na zijn uitschakeling tijdens de eerste ronde van de voorverkiezingen. Oud-president Jacques Chirac had zijn steun uitgesproken voor de kandidatuur van Juppé.

## Uitslag tweede ronde (27 november 2016)
| Afbeelding | Persoon         | Stemmen   | Percentage |
| ---------- | --------------- | --------- | ---------- |
|            | François Fillon | 2.851.487 | 66,5%      |
|            | Alain Juppé     | 1.435.667 | 33,5%      |

De tweede en beslissende ronde van de voorverkiezingen werden overtuigend gewonnen door Fillon Juppé gaf zijn nederlaag toe en zegde zijn steun toe aan Fillon voor de presidentsverkiezingen van 2017.